# Anka Krizmanić
Anka Krizmanić (Omilje pokraj Sv. Ivana Zeline, 10. ožujka 1896. – Zagreb, 2. studenoga 1987.), bila je hrvatska slikarica i grafičarka.

## Od rođenja do 1917.

### Djetinjstvo
Anka Krizmanić je prvo dijete Josipa Sivoša, pučkog učitelja podrijetlom iz Novigrada Podravskog, i Jelke rođene Gušić. Ankina je majka bila ugledna roda: po očevoj liniji pripadala je drevnoj lozi baruna Gušića, a po majčinoj, porodici plemića Krizmanića koji su imali posjed i staru kuriju u selu Mahično nadomak Ozlja. Upoznavši u Mahičnom seoskog učitelja Josipa Sivoša, Jelka Gušić napušta dom i udaje se za njega protiv volje roditelja. Seleći iz mjesta u mjesto Sivoševog službovanja dolaze u Omilje i nastanjuju se u donjem katu škole, stare kurije, u kojoj je ranije živio Stanko Vraz. U toj je kuriji, okruženoj vrtom i zelenilom, Anka provela najranije godine života u društvu godinu dana mlađe sestre Jelke, s kojom cijeli život ostaje nerazdvojna. 
Otac im umire od tada neizlječive tuberkuloze, a nakon njegove smrti, Anka sa sestrom i majkom koja je imala bijednu učiteljsku mirovinu austrijske vlade mora napustiti Omilje i dolazi u Zagreb. Da bi stekla pravo na kakvu-takvu pomoć, Jelka Sivoš pristaje mađarsko prezime pokojnoga muža zamijeniti djevojačkim prezimenom majke, Ankine bake, Cecilije Krizmanić. Od tada se i Anka, rođena Sivoš, zove Anka Krizmanić.
Stanujući u Gornjem gradu, od kojega se do smrti nije odvojila, polazi pučku školu u Popovu tornju od 1904. do 1907. godine, a Višu djevojačku školu pohađa od 1907. do 1910. godine u Draškovićevoj ulici. Njezina je obitelj oduvijek njegovala umjetnost, pa je stoga i njezinu nadarenost svesrdno podržavala. Tetka Anka i njen muž, banski savjetnik, Franjo Zigrović pl. Pretočki pružaju joj istinsku podršku i brinu o njenom ranom likovnom obrazovanju. U sedmoj godini podučava je poznati zagrebački restaurator porculana Hans Schmirler, u pučkoj školi nastavnica joj je Olga Hacker, vrstan stručnjak za ukrasno pismo, koja kasnije predaje na Akademiji za umjetnost i umjetni obrt, a u srednjoj joj školi predaje crtanje poznata slikarica Anka Bestall. 
Prvi značajniji do danas sačuvani radovi kojima započinje plodno slikarsko stvaralaštvo Anke Krizmanić datiraju iz davne 1908. godine, još iz njezinih srednjoškolskih dana. Uvježbavši se u crtežu i akvarelu dobiva od tetke na dar kutiju pastela kojima vrlo sigurno portretira članove obitelji i svoje školske drugarice. Jedan od tih pastela, portret bake Cecilije, tetka pokazuje Tomislavu Krizmanu koji je, uočivši njezinu natprosječnu nadarenost i za tu dob iznimnu tehničku vještinu, izjavio da tu darovitu djevojčicu odmah dovedu u njegovu privatnu slikarsku školu. Problem školarine rješava gospođa Stanković, čiju je kćer Anka portretirala. U četvrtom razredu srednje škole prekida se njeno redovno građansko školovanje, a nastavlja se stručno slikarsko obrazovanje. 

### Kod Tomislava Krizmana
Godine 1910. četrnaestogodišnja Anka Krizmanić postala je najmlađom polaznicom Krizmanove slikarske škole na Jelačićevom trgu br. 4.
Unatoč još gotovo dječjoj dobi, slijedila je upute velikog učitelja ozbiljnošću odrasle osobe. Već na prvim satovima dobiva mnogo korisnih savjeta. Krizman je naročito inzistirao na točnom crtežu; zanemarujući dinamičnu notu, zahtijevao je formalnu točnost. Zahvaljujući tim uputama i silnoj upornosti, brzo je svladala zanatsku stranu crtačke tehnike. U stvari, to je bio temelj na kojemu je kasnije potpuno samostalno izgradila svoj cjelokupni likovni razvitak. Bez te crtačke sigurnosti ne bi tako suvereno vladala grafičkim tehnikama. 
Prvi njezin drvorez „Portret sestre Jelke“, po čistoći duktusa i rasporedu masa iznenadio je i samog Krizmana. Bio je izlagan kasnije na brojnim izložbama, a izradila ga je ruka djevojčice. Kad se pak zasitila točnosti, bacila se na slobodnije crtanje. Krizman je na svoje učenike prenosio secesionističku stilizaciju i duh Klimta, što se izrazito očituje na njenim ranim bakrorezima i crtežima. Neumorno skicira portrete svojih kolega iz Krizmanove škole među kojima se izdvajaju Vjeru Bojničić, Vilka Gecana, Milivoja Uzelca i Dragu Iblera, s kojim će se kasnije u Dresdenu zbližiti. Svojoj najmlađoj učenici, četrnaestogodišnjoj Anki, Tomislav Krizman daje priznanje već na samom početku time što je dva njena crteža Portret tetke Anke Žigrović i Restauracija hotela Faakersee uvrstio na izložbu „Medulić“ u Umjetničkom paviljonu 1910. godine. 
Dospjela je među vodeće slikare i kipare tog doba: Krizmana, Babića, Bukovca, Meštrovića, Kljakovića, Račkog, Rosandića, Medovića, Vidovića i drugih. Kasnije, 1911. i 1912. sudjeluje na izložbama „Slikarske škole Tomislava Krizmana“.

## Dresden
Nakon trogodišnje Krizmanove škole nastavlja školovanje na K. u k. Kunstgewerbeschule u Dresdenu. Uz Krizmanovu pomoć dobiva stipendiju kraljevske zemaljske vlade, te u pratnji majke, koja već tada pobolijeva, dolazi u Dresden. Godinu dana kasnije za njima stiže i sestra Jelka radi daljnjeg stručnog obrazovanja.
Anka marljivo prolazi kroz sve odjele umjetnog obrta i primijenjene grafike, a profesore iznenađuje svojim ranije stečenim znanjem. Drvorez i bakrorez svladala je kod Krizmana, a ovdje se u tim tehnikama samo usavršavala. Potpuno nova tehnika, koju je Krizman izostavio, bila je litokreda, a u grafici - litografija. Litokredu prihvaća s oduševljenjem, otkrivši njene velike tonske raspone. Dugo će se još služiti litokredom jer će joj ona nadomještati slikarsku tehniku, osobito u pejzažu. 
U izravnom kontaktu s prirodom profesorica Junge je upozorava na dinamičnost prirode, to je bilo mnogo bliže njenoj osjetljivosti, uzbudljivije od hladne i beživotne stilizacije. Te su poduke ostale za pravo jedino polazište njenog kasnijeg neposrednog pristupa u slikarstvu. U četiri godine školovanja naslikala je samo nekoliko ulja manjeg formata; portreta, figura i autoportreta.
U Dresdenu se za nju otvaraju novi svjetovi, a ona upija samo one valove duha vremena i epohe koji odgovaraju njenoj osjetljivosti. Neki su je doživljaji neposredno inspirirali. Sam grad sa svojim vedutama, parkovima, rijekom i mostovima pružao je obilje motiva i ona ih hvata u olovci, tušu, akvarelu i bakrorezu. Tamo je započela cikluse „plesačica“ i „ljubavnika“. Za prvi ciklus nadahnula ju je ponajprije Ana Pavlova. Anka ne propušta ni jedan njen nastup u teatru. Godine 1915. inspiriraju je plesovi Grete Wiesenthal, a 1917. upoznaje slavnu balerinu Gertrud Leistikow. S crtačkim priborom u ruci posjećuje njenu baletnu školu i pomno upija njena tumačenja – kako nastaje pokret. Druženje s G. Leistikow pomoglo joj je da se u crtežu sasvim oslobodi i postigne lepršavu lakoću baletnog pokreta. U Dresdenu se upoznala s nizom velikih imena umjetničkog svijeta. U zadnjim je godinama u susjednoj klasi s njom studirao Otto Dix, koji joj i kasnije, po povratku u Zagreb, piše s ratišta uzbudljiva pisma. Od naših je umjetnika u to vrijeme u Dresdenu studirao Drago Ibler, kojeg je još iz Zagreba dobro poznavala. Anka se s njim mnogo druži, upoznaje njegovu obitelj i 1915. radi njegov veliki portret. Tu također upoznaje i portretira našu proslavljenu opernu pjevačicu Anku Horvat, koja je nastupala u drezdenskoj operi s Tinom Patijerom. 
Zbivanja Prvog svjetskog rata zahvatila su i život u njemačkim gradovima. Zadnju zimu u Dresdenu provela je s majkom i sestrom bez ogrjeva i hrane, iskusila glad i hladnoću. Dobivši napokon dozvolu za povratak, Anka se, s iznurenom i bolesnom majkom i sestrom, u srpnju 1917. godine vraća u Zagreb.

## Do rata
Iz Dresdena donosi diplomu umjetno-obrtne škole i srebrnu medalju za najbolji rad u grafici - jedino priznanje što ga je u životu primila za svoje stvaralaštvo. Odmah se uključuje u likovnu kolotečinu Zagreba. Još je 1916. godine prvi put izlagala na izložbi „Proljetnog salona“, a sada postaje njegovim redovnim članom i neprekidno sudjeluje na svim manifestacijama udruženja. Te je godine na Salonu izlagala 20 listova "Mape drvoreza s plesovima"  Gerturd Leistikow. Taj dah svježine nije ostavio ravnodušnim niti takvog kritičara kakav je bio Iso Kršnjavi, a nepobitno je oduševio Antuna Branka Šimića, kojeg je Anka veoma dobro poznavala. Šimić potom objavljuje nekoliko plesove u časopisu Vijavica, zajedno s poetski sročenim esejom koji joj je ujedno i najveći kompliment. Pokazuje izdavaču jednog modnog lista svoje inventivne modele za vlastiti album mode, što ih je radila još u Dresdenu. Izdavač prihvaća njen prijedlog i ona tri godine (do 1920.) radi drvoreze modnih kostima za Praktični modni list. Oko 1918. godine vraća se ranije toliko omiljenoj tehnici pastela. Nastavlja svoje cikluse plesačica i ljubavnika, posvećujući se ozbiljnije portretnom slikanju. Radi portrete A. B. Šimića i Dragutina Paulića, kao i niz simbolističkom notom obojenih kompozicija. U suradnji s Gretom Turković 1919. godine razvija ideju za lutkarsku predstavu Petrica Kerempuh, ali ideja nije ostvarena. Za tu svrhu inventivno skicira niz likova i figura u tušu i u akvarelu. 
U nastavku radi seriju minijaturnih skica ljudskih tipova i karaktera, što je bio svojevrstan uvod u njene kasnije karikature. Iste godine izlaže na izložbi jugoslavenske umjetnosti u Parizu, a 1921. godine na međunarodnoj izložbi moderne umjetnosti u Ženevi.
Godine 1921. udaje se za Dragutina (Dragu) Paulića, bankovnog činovnika i strastvenog planinara. Zajedno s njenim bratićem doktorom Brankom Gušićem otkrivao joj je ljepote naših planina i jezera. Iz tih su krstarenja, po tada još nedirnutoj prirodi, proizašli godinama opetovani i nikad do kraja iscrpljeni motivi Oštrca, Plešivice, Medvednice i samoborskog kraja.
Nakon vjenčanja, od 1921. do 1922. godine boravi duže vrijeme u Dubrovniku. Prvi doživljaj tog jedinstvenog grada toliko ju je impresionirao. U stvaralačkoj groznici nicale su vedute jedna za drugom. Najprije nastaju crteži litokredom velikog formata, a potom radi, 1921., malu mapu, a 1922. veliku mapu litografija pod naslovom Dubrovnik. Dio vremena provodi u ljetnikovcu Gundulić kod obitelji Kesterčanek u Gružu, gdje susreće Ivana Meštrovića koji je u to vrijeme gradio mauzolej u Cavtatu i posjećuje Olgu Kesterčanek, buduću suprugu. Impresionirana Meštrovićevom osobnošću na brzinu hvata dvije skice njegova izražajnog profila. Istodobno radi skicu za portret bračnog para Kesterčanek, Olginog brata i njegove supruge Zdenke. Druga čarolija prirode obuzima je na Plitvicama 1922. Čitavu kolekciju plitvičkih pejzaža u litokredi i pastelu izložila je na drugoj samostalnoj izložbi 1925. u Salonu Ullrich u Zagrebu.
Na internacionalnoj izložbi suvremene dekorativne umjetnosti u Parizu 1925. godine izložila je veliku zidnu tapiseriju Hrvatsko selo Šestine od rafije i špage koju je sama obojila a sestra Jelka ručno izvela, te garnituru namještaja za verandu. Izložak nije vraćen iz Pariza pa stoga kasnije, pedesetih godina (1952.), po istim nacrtima izrađuje drugu tapiseriju u špagi.
U ljeto 1926. godine umire joj majka, godinama teški srčani bolesnik. Te 1926. godine, prelazi na pastele velikih formata. U kratkom razdoblju od samo dvije godine nastaje kolekcija portreta, pejzaža i figuralnih kompozicija čvrsta plastičnog oblikovanja u duhu tadašnjih dominantnih stilskih tendencija: Majka i sestra, Bračni par Kesterčanek, Anka Lovrenečić, Sljeme poslije kiše, Medvednica, Ljubavnici i dr. Na samostalnoj izložbi u Salonu Ullrich 1927. godine izložila je 27 pastela i 18 crteža. Sudjeluje na izložbi jugoslavenske grafike u Lavovu, II. internacionalnoj izložbi moderne umjetnosti u Firenci i VI. jugoslavenskoj umjetničkoj izložbi u Novom Sadu.
Godine 1927. dolazi prvi put na Mljet gdje u tišini otkriva posebne svjetove raskošnog zelenila, trulog lišća i vode, što ju je trajno zaokupilo. Dokle god joj je to zdravlje dopuštalo, navraćala je na taj idilični otok, među mještane koji su je od početka prigrlili.
Godine 1928. priređuje izložbu na kojoj izlaže karikature - portrete prijatelja iz Planinarskog društva "Sljeme". 
Oko 1929. godine surađuje s književnikom Miroslavom Fellerom. Radi skice i reklame za reklamni časopis Imago koji je Feller uređivao. Pred sam odlazak u Pariz rastaje se od muža. Posredstvom R. Warniera dobiva stipendiju francuske vlade za usavršavanje u Parizu gdje nadoknađuje ono što je u Dresdenu propustila. Boravak u europskoj prijestolnici umjetnosti od zime 1929. do ljeta 1930. godine značio je potpuno samostalno istraživanje zrele umjetnice.
Prihvaća stalno namještenje crtača na Medicinskom fakultetu u Institutu za anatomiju, kod profesora Perovića, na kojem su se mjestu desetčjećima smjenjivali naši istaknuti slikari, od Ivana Tabakovića. Zbog mukotrpnog rada i pomanjkanja slobodnog vremena osjetno se smanjuje njezino stvaranje. Angažirano prati umjetničke događaje, osobito glazbene i kazališne priredbe. Živeći sa sestrom kreće se u uskom krugu umjetnika i zanimljivih ličnosti, koje sve od reda portretira – Miroslav Feller, Dora Gušić, Đuro Puhovski, Marija Crnobori i dr. Skicira slavne glazbenike: Prokofjeva, Sachsa, Zauna, Janigra, Doru Gušić, Matza i dr. Radi ciklus duhovitih crteža na temu plesač dirigent.
Godine 1935. najveći dio vremena provodi s njemačkim slikarom Ludwigom Weninger, a to će se intimno prijateljstvo nastaviti za vrijeme rata u Karlovcu. Sudjeluje na izložbi pola vijeka hrvatske umjetnosti. U Gospiću i Splitu izlaže sa Sofijom Omčikus, a samostalno u dubrovačkoj Sponzi 1940. godine. Osmogodišnji rad na Medicinskom fakultetu prekida 1939. i prelazi na slobodnu profesionalnu djelatnost. Prvi rezultati ove reakcije su kolekcija pejzaža s otoka Mljeta iz 1939. i vedute Dubrovnika iz 1940. godine. 

## Ratne godine
Ratne godine provodi u Zagrebu. Posjećuje rođake kraj Ozlja, a duže vrijeme od 1943. do 1944. godine boravi u Karlovcu s Ludwigom Weningerom. Radi niz pejzaža s motivima Tuškanca i Sofijina puta, Jakčimove livade, zagrebačku Katedralu, krajobraze s Korane, Mrežnice, Ozlja i Karlovca; portretira Mariju Crnobori koja od 1940. godine stanuje s njom u Jurjevskoj br. l, Josipa Crnoborija, Zlatka Neumana, Anu Roje, Oskara Harmoša, Margaretu Debeljak, Doru Gušić, Zvonimira Ljevakovića, Branka Gavellu, Marijanu Radev - čitavu galeriju slavnih umjetnika. Od 1945. godine članicom je ULUH-a i redovito izlaže na kolektivnim izložbama do početka 1970-ih godina.

## Do 1982.
Od veljače 1946. do 31. siječnja 1951. godine ponovo radi kao crtač na Medicinskom fakultetu u Institutu za biologiju. Izrađuje kompoziciju skulptura (glave iz papirmašea) Marionete za vlastiti teatar (1946.). Intenzivnije se posvećuje ciklusu folklornih motiva i plesova na što ju je potakla suradnja sa Zvonimirom Ljevakovićem, istaknutim stručnjakom za plesni folklor i dugogodišnjim voditeljem Lada. Radove plesnog folklora izložila je prvi put samostalno u Opatiji 1951. godine. Tom se temom, doduše, uzgred bavila od najranije mladosti. Sudjeluje na izložbama: Drvorez u boji, putujućoj izložbi 100 listova jugoslavenske grafike (1953.), izložbi Remek-djelo grafike i crteža do 1900. u Arbonu (1954.). U Zagrebu je 1953. godine održala dvije samostalne izložbe: Retrospektivu portreta i Izložbu karakternih studija i karikatura.
Odlazi u mirovinu 1955. godine. U godinama što su uslijedile potpuno se posvetila stvaralačkom radu slikajući sve dok su joj snage dozvoljavale. 
Ljeta i jeseni ponajčešće provodi na Mljetu, svom stalnom pribježištu, da bi zimi i u proljeća još dublje zaranjala u maglovite prostore i šumu svog voljenog Tuškanca, ili pak krstarila zagrebačkom okolicom.
Njezin se život, ranije toliko zahuktan, postupno usporavao. Uz svoju najvjerniju pratilju sestru Jelku, koja se sve do smrti 22. ožujka 1983. godine o njoj brižno starala, zadnje je decenije provela u sređivanju dokumentacije i svođenju vlastitih računa. Anka je još 1971. godine zaključila svoj Potpuni katalog radova rednim brojem 5.761; katalog u koji je od 1908. godine, upisala svaki svoj rad. 

## Tragičan kraj
Zbog količine slika, a i zbog napisa u novinama, kod Anke Krizmanić počinje od studenoga 1982. godine dolaziti Josip Kovačić. Ne zbog same Anke Krizmanić, nego zbog njenih umjetnički djela. Oprezna Ankina sestra Jelka nije dugo živjela, umrla je 22. ožujka 1983. godine, a Anka je od tada prepuštena na milost i nemilost čovjeka kojem je u interesu bilo dograbiti se Ankinih umjetničkih djela i knjiga o umjetnosti. Prvo od nje traži da ispriča osobnu povijest, a kada je sve ispričala traži da komentira pojedine slike – poput onih potpisane s imenom Ludwiga Weningera, a koje je Anka imala još od 1944. godine kod sebe. Kako je Weninger bio Nijemac, to je bilo neoprostivo za Anku da se družila s Nijemcem i to baš za vrijeme rata 1943. – 1944. u Karlovcu, što joj je Kovačić predbacivao. 
Anka Krizmanić je od 1984. godine imala ozbiljne smetnje na psihološkom planu. Neuropsihijatar je utvrdio: da je smetena, vremenski dezorijentirana, te da nije u mogućnosti brinuti o sebi, svojim pravima i imovini. Postavljena dijagnoza je Arteriosklerosis gen. percipoe ceribri, Progredientna senilna demencija s jače naglašenim psihotičnim manifestacijama. Nakon nekoliko izložbi 19. srpnja 1986. godine Anka Krizmanić je na prijevaru vjenčana.
sa 69 godina mlađim muškarcem Asmirom Kamberom iz Sanskog Mosta koji je radio u zagrebačkoj radnoj organizaciji "Sigurnost", a kumovi su bili Josip Kovačić i Vlatko Đikić. To vjenčanje inicirao je Josip Kovačić. Asmir Kamber se useljava u jesen 1986. kod Anke Krizmanić u Jurjevsku 1. Od tog trenutka počinje pravi pakao za slikaricu. Zaključavana je, sprječavani su posjeti slikaričinih poznanika, nestaju slike, uklanja se telefon. Josipu Kovačiću i Zori Arany počinju prigovarati susjedi i prijatelji Anke Krizmanić – Marija Crnobori, Narcisa Neidhardt, Jelica Sarajlija, Ivica Petreković. No zaključavanja su i dalje nastavljana. U vrijeme najžešće kritike u javnosti za sudbinu nesretne slikarice - ona umire. Kovačić je već ranije krivotvorio oporuku, te se na taj način domogao cjelokupne likovne ostavštine Anke Krizmanić.
O njenom je radu hrvatska povjesničarka umjetnosti Ivanka Reberski napisala monografiju Anka Krizmanić (Zagreb, 1993.).